# إدوارد دانر
إدوارد دانر هو سياسي أمريكي، ولد في 14 فبراير 1900 في غوثري في الولايات المتحدة، وتوفي في 1970. انتخب عضو مجلس ولاية نبراسكا ‏.